# Општина Станковци
Општина Станковци се налази у Равним Котарима, у Далмацији. Административно припада Задарској жупанији у Републици Хрватској. Сједиште општине су мјесто Станковци.

## Географија
Општина се налази у сјеверном дијелу Далмације. На сјеверу се граничи са градом Бенковцем, а на западу са општином Пакоштане, јужно и источно од општине налази се Шибенско-книнска жупанија. Општина једним дијелом излази на Вранско језеро. Кроз општину пролази ауто-пут Загреб – Сплит.

## Историја
Општина се до територијалне реорганизације у Хрватској налазила у саставу некадашње велике општине Бенковац.

## Насељена мјеста
- Бањевци
- Била Влака
- Будак
- Велим
- Морполача
- Станковци
- Црљеник

## Становништво
Према попису становништва из 2001. године, општина Станковци је имала 2.088 становника. Према попису из 2011. године, општина Станковци има 2.003 становника.
| Попис 2011.‍   | Попис 2011.‍ | Попис 2011.‍ | Попис 2011.‍ | Попис 2011.‍ |
| ------------- | ----------- | ----------- | ----------- | ----------- |
|               |             |             |             |             |
| Хрвати        | Хрвати      |             | 1.944       | 97,05%      |
| Срби          | Срби        |             | 45          | 2,25%       |
| остали        | остали      |             | 14          | 0,70%       |
| укупно: 2.003 |             |             |             |             |